# 克里斯·戴維斯 (足球教練)
克里斯·戴維斯（英語：Chris Davies；1985年3月27日—）是一名足球運動員和教練，司職中場，現時執教英甲球會伯明翰足球會。

## 球員生涯
戴維斯生於英格蘭沃特福德，由於父親關係使他能代表威爾斯參加國際賽，並曾替威爾斯青年隊上場。他16歲時便進入雷丁學習踢球，當時青年隊教練為布伦达·罗杰斯。儘管他是雷丁預備隊的主力球員，他仍因為腿部关节炎問題而被迫在2004年退出足球員生涯，當時他只有19歲。

## 教練生涯

### 早年
2004年，戴維斯開始進修考取歐洲足球協會聯盟，同一時間在拉夫堡大學主修體育科學，並以一級榮譽畢業。他曾在莱斯特城青年隊，美國和新西蘭執教，他在新西蘭時更是豪克斯湾联的青年隊教練。

### 成年隊
2010年，25歲的戴維斯被罗杰斯招募成為他的助手，在斯旺西城執教，期間戴維斯主力負責分析對手和戰術。他在斯旺西城首季，球隊便晉升至英格兰足球超级联赛，接著球隊在英超第二個賽季，戴維斯獲提拔為預備隊教練。
2012年6月，他隨罗杰斯一起到利物浦工作，他的工作為首席對手分析員。2015年10月，他與罗杰斯一起離開利物浦，罗杰斯的主教練職務被尤尔根·克洛普取代。

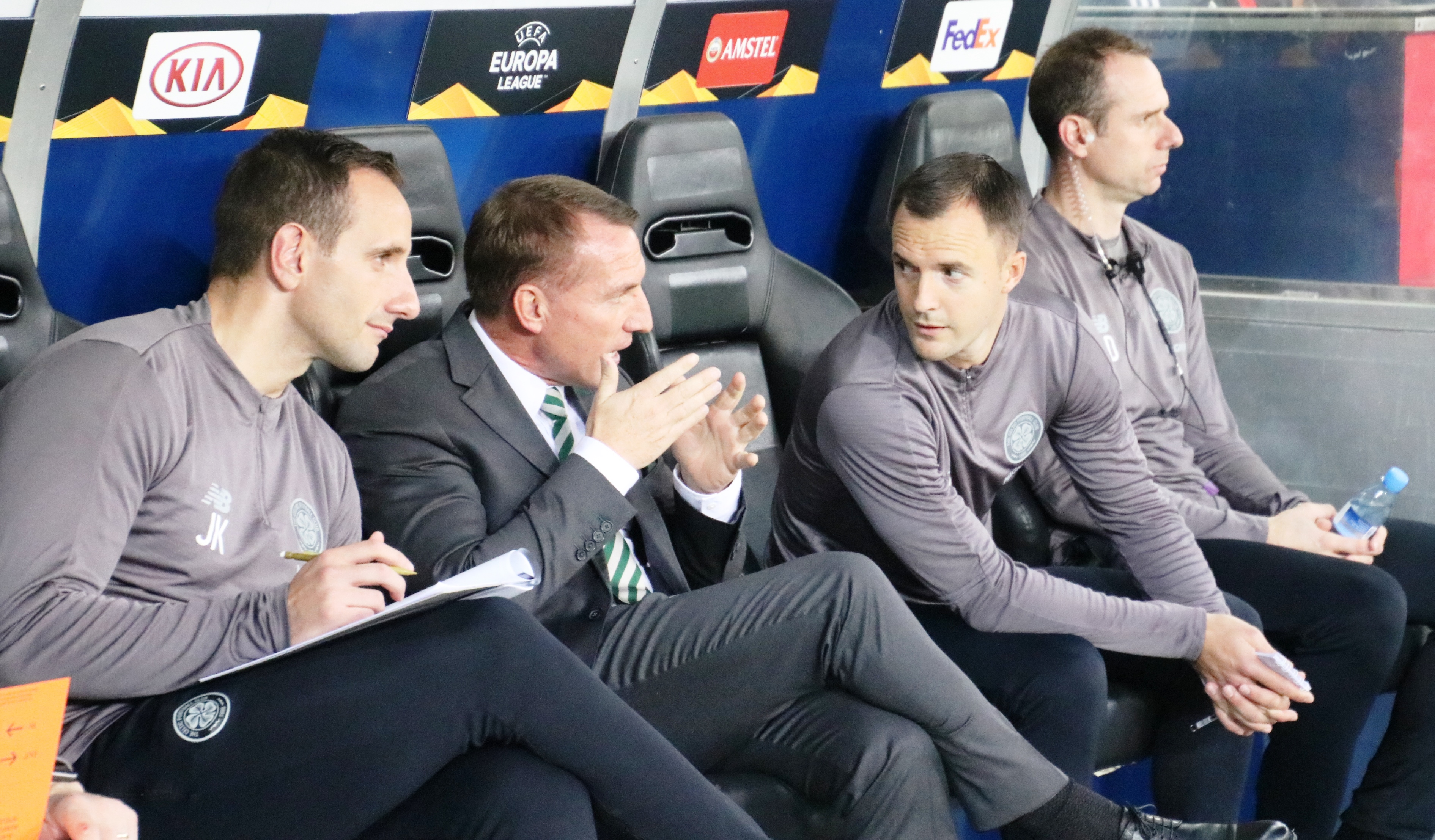
2018年作為罗杰斯助手的戴維斯（右）

2016年，他在雷丁出任一隊教練職務六個月後，跟隨罗杰斯一起到蘇格蘭足球超級聯賽球會凯尔特人出任一隊助教，並在執教第一季贏得國內三冠王，為球會史上第四次取得這成就。之後他們帶領球隊打破塵封100年的紀錄，創造出69場不敗的佳績，並在第二個執個賽季再一次贏得國內三冠。
2019年2月，他們兩人一起到英格蘭莱斯特城工作，戴維斯繼續成為罗杰斯的助手，並連續兩個賽季以第5名完成英超聯賽，兩次均在最後比賽日以一名之差未能取得欧洲冠军联赛資格，但可喜的是球會贏得2020年至2021年英格蘭足總盃和2021年英格蘭社區盾。他們兩人在2023年4月離開球隊。
2023年6月27日，戴維斯被委任為热刺主教練安格·波斯特科格魯的高級助教.。

### 伯明翰城
2024年6月6日，他離開熱刺，前往英格蘭足球甲級聯賽球會伯明翰執教，雙方簽約四年。